# Juniperus zanonii
Juniperus zanonii ist eine Pflanzenart aus der Gattung Wacholder (Juniperus) innerhalb der Familie der Zypressengewächse (Cupressaceae). Sie wurde im Jahr 2010 erstbeschrieben. Sie kommt nur im nordöstlichen Mexiko vor.

## Beschreibung
Juniperus zanonii wächst als immergrüner Strauch, der in seiner Morphologie Juniperus monticola f. compacta ähnelt. Die Zweige sind 3 bis 5 Millimeter dick. Die Borke ist rau.
Die nadelartigen Blätter haben erhobene, oval bis länglich geformte Blattdrüsen. Die Schuppenblätter sind häufig gefurcht und haben flache oder erhobene, oval geformte Blattdrüsen, welche nicht immer erkennbar sind. Abgestorbene Blätter verbleiben für längere Zeit an den Zweigen.

## Verbreitung und Standort
Das natürliche Verbreitungsgebiet von Juniperus zanonii liegt im nordöstlichen Mexiko. Es umfasst dort die Sierra La Viga, die Sierra La Marta, den Cerro Potosi sowie die Sierra Pena Nevada.
Juniperus zanonii wächst in der subalpinen und alpinen Vegetationsstufe bis zur Baumgrenze. Sie wächst dort auf Böden, welche sich über Kalkstein gebildet haben. Man findet sie häufig zusammen mit Pinus culminicola und Pinus hartwegii.

## Systematik
Die Erstbeschreibung als Juniperus zanonii erfolgte 2010 durch Robert Phillip Adams in Phytologia, Band 92, Nummer 1, Seite 112. Das Artepitheton zanonii ehrt Thomas A. Zanoni, den ersten Ph.D.-Studenten von Adams. Von Adams durchgeführte Untersuchungen zeigten, dass sich Juniperus zanonii von der morphologisch ähnlichen Art Juniperus monticola f. compacta genetisch unterscheidet. Diese Ergebnisse wurden 2013 durch Adams et al. bestätigt.